# Dicranota iowa
Dicranota iowa är en tvåvingeart som beskrevs av Alexander 1920. Dicranota iowa ingår i släktet Dicranota och familjen hårögonharkrankar. Inga underarter finns listade i Catalogue of Life.